# Daniele Cassinari
Daniele Cassinari es un deportista italiano que compitió en vela en la clase 470. Ganó una medalla de oro en el Campeonato Europeo de 470 de 1990.

## Palmarés internacional
| \| Campeonato Europeo \| Campeonato Europeo \| Campeonato Europeo \| Campeonato Europeo \| \| Año \| Lugar \| Medalla \| Clase \| \| ------------------ \| -------------------------- \| ------------------ \| ------------------ \| \| 1990 \| Marina di Carrara (Italia) \| Medalla de oro \| 470 \| |                            |                |       |
| Campeonato Europeo |                            |                |       |
| Año | Lugar                      | Medalla        | Clase |
| 1990 | Marina di Carrara (Italia) | Medalla de oro | 470   |